# Acontia clerana
Acontia clerana är en fjärilsart som beskrevs av Oswald Beltram Lower 1902. Acontia clerana ingår i släktet Acontia och familjen nattflyn. Inga underarter finns listade i Catalogue of Life.

## Bildgalleri

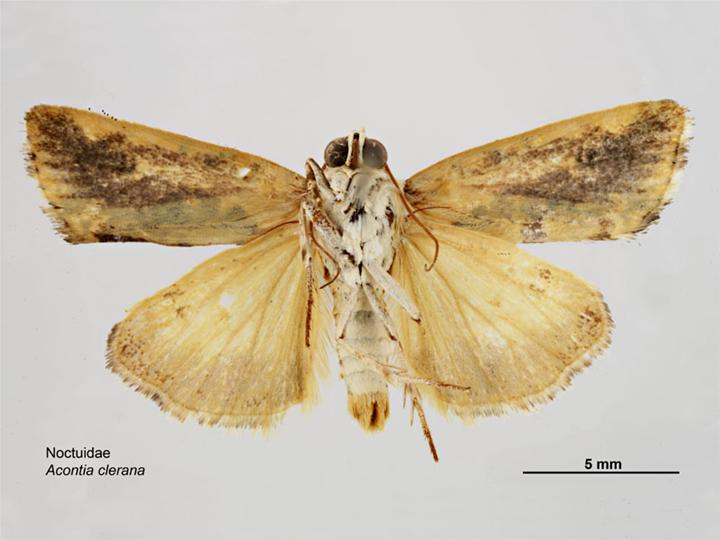